# Bill Brady
William E. "Bill" Brady, né le 15 mai 1961, est un homme politique américain, membre du parti républicain, il est représentant de 1993 à 2001 puis sénateur à partir de 2003 à l'assemblée générale de l'Illinois.
En 2010, Brady remporte l'investiture républicaine pour le poste de gouverneur, et, il est favori dans les sondages face au gouverneur démocrate sortant Pat Quinn,,. Il perdit pourtant à 0,5 % des voix.

## Carrière à l'assemblée générale de l'Illinois

### Membre de la chambre des représentants de l'Illinois (1993-2001)
Brady est élu en 1992 à la chambre basse de l'Illinois pour le quatre-vingt-huitième district, avec 62 % des voix, puis il est réélu en 1994, 1996 et 1998.
En 2000, il tente de se faire élire à la chambre des représentants des États-Unis dans le 15e district congressionnel de l'Illinois, mais il est battu par Tim Johnson (44 % contre 36 %) lors de l'investiture républicaine.

### Membre du sénat de l'Illinois (depuis 2003)
Bill Brady est élu en 2002 au Sénat de l'Illinois pour le quarante-quatrième district, avec 63 % des voix. Il sera réélu en 2004 et en 2008. Son mandat expire le 3 janvier 2013.

## Candidatures au poste de gouverneur de l'Illinois

### 2006
Candidat à l'investiture républicaine pour le poste de gouverneur, Bill Brady finit troisième et obtient 135 370 voix soit 18,40 % des suffrages. En novembre, le gouverneur démocrate Rod Blagojevich est alors réélu face à la républicaine Judy Baar Topinka.

### 2010
De nouveau candidat à l'investiture républicaine pour le poste de gouverneur, Brady remporte cette fois l'investiture sur le fil du rasoir avec seulement 155 527 voix soit 20,27 % des suffrages. Après plusieurs semaines de contestation et de recomptage, son principal concurrent Kirk Dillard  concède alors sa défaite et apporte son soutien à Brady. Finalement l'écart entre Brady et Dillard est de seulement 193 voix.